# Аријански спор
Аријански спор је христолошки спор који је поделио рану хришћанску цркву. Почео око 318. године, а трајао до око 381. године. Назван је по Арију који га је повео, а у почетку се углавном водио између њега и Атанасија Александријског.
Било је потребно осамнаест црквених сабора да би се расправа окончала, почев од Првог васељенског сабора у Никеји 325, па до сабора у Цариграду 381. године. Предмет спора било је значење оваплоћења у оквиру хришћанског монотеизма. Суштина спора је била у томе да ли је Син једнако вечит као Отац или је створен? Да ли Христ има исту суштину (homoousias) с Богом или има сличну суштину (homoiousias)?

## Почетак спора
Према предању, све је почело на предавању које је Атанасије Александријски држао о томе како се у Тројству садржи јединство. У расправи која је после тога уследила, Арије је истакао аргумент да „ако је отац родио сина, мора постојати почетак рођеног“, па отуда мора постојати и време када син није постојао. Сматра се да Аријево мишљење није било ново, већ је само изговорио оно што су многи теолози тада мислили.
Епископ Александар Александријски је сазвао сабор 320./321. године у Александрији, уз учешће око 100 епископа, који потврђује његово учење да је „Син одувек био у Оцу“, као очева премудрост, и мада је рођен, није рођен „из небића, већ из суштог Оца“. Осуђено је Аријево учење, а сам Арије је рашчињен и екскомунициран. Сабор је такође осудио и рашчинио Аријеве присталице међу свештенством - епископе: Секунда и Теона, презвитере: Ахила, Аетолија, Карпона, Сармата и два Арија, као и ђаконе: Евзела, Луција, Јулија, Менаса, Халадија и Гаја.
Одлуку сабора Арије је сматрао неправедном, те са присталицама одлази у Палестину, где му је заштиту пружио Јевсевије (Еусебие), епископ цезареје. Аријево учење је добијало много нових присталица, посебно оних који су црквене догмате покушавали тумачити искључиво рационално. Омасовљење Аријевих присталица омогућило је сазивање и одржавање два аријанска сабора У Британији и Палестини, са захтевима за укидањем одредби александријског сабора. Расправа о природи Христа је попримила толике размере, да су се хришћани тукли на улици.
Сам Цар Константин одлучује да се укључује у сукоб, те налаже, у име мира у Империји, да се помире две завађене стране, Александар и Арије. Цар одлучује да сазове епископат Цркве да би се решио настали спор, одређујући Никеју као место великог сабора. На царев позив сакупило се у Никеји, у пролеће 325. године, 318 епископа, као и мањи број презвитера и ђакона. Сабором је председавао цар лично.

## Први васељенски сабор
Први васељенски сабор је одржан у Никеји у Малој Азији током маја и јуна 325. године. Константин је позвао свих 1800 епископа Хришћанске цркве (око 1000 на истоку и 800 на западу), али само између 250 и 318 њих се одазвало и учествовало на сабору. Сабор је одржан у царској палати, а цар лично је њиме председавао.
На сабору су се мишљења жестоко сукобила поводом новонасталог спора о природи Христа. Често се дешавало да су се током саветовања на сабору сви учесници необуздано надвикивали не обазирући се нарочито на своје епископско достојанство. Због христолошких неслагања Никола из Ликије, касније познат као свети Никола, је физички напао Арија, након чега је удаљен са сабора. На крају је предложено решење по коме је Христос био „исте суштине као Отац“. Небиблијско порекло је било највећи недостатак овог израза, али је под притиском Константина прихваћен као образац о јединству. Иако је Аријево учење имало доста присталица, проглашено је за јерес на овом сабору, где је утврђен и Никејски симбол вере, који је надаље сматран јединим исправним тумачењем Христовог учења.

### Изгнанство Арија у Илирију
Арије је рашчињен, проглашен јеретиком, проклет и прогнан у Илирик, заједно са његовим присталицама, екскомуницираним епископима Секундом Птолимедиским и Теоном Мармаричким. Како је цар прогласио одлуке сабора царским законима, приклањање Арију је од тада постало злочин, а Арије је постао државни непријатељ. Власници његових књига су под претњом смртне казне били присиљени да их предају. Константин је остварио црквено јединство протеравши из земље све епископе који нису хтели да потпишу новостворени симбол вере. Епископе Јевсевија Никомедијског и Теогонија Никејског који су бранили ставове Арија и после одлука Никејског сабора, цар је прогнао у Галију. Сматрало се да ће на тај начин аријанство бити потиснуто, али испоставило се да је насиље имало управо супротно дејство.

### Критике сабора
Само одржавање сабора, као и његов ток и закључци, довели су до становитих критика.
Интересантна је чињеница да, иако је био први хришћански владар, Константин није био крштен за живота. Према каснијем црквеном предању, крштен је непосредно пред смрт.

### Реакције на сабор
Став прихваћен у Никеји није одговарао правом стању унутар хришћанства. Реакција на одлуку сабора потекла је од Јевсевија из Никомидије, који је против свог уверења потписао Никејски симбол вере, али је после тога настојао да исправи грешку. Аријанци су захтевали избацивање небиблијских појмова из симбола, што је захтев који се није могао лако одбити. Преко сестре цара Константина, чији је саветодавац био Јевсевије, дошло је до заокрета. Константинова политика била је заинтересована за пацификацију цркве, па је стога тежио измирењу са аријанцима, који су говорили о опасности дитеизма. Цар је 330. године упутио позив Арију да се врати, у намери да се исправи нанета неправда. Константинову наредбу да Арија врати на његов положај Атанасије је одбацио примедбом да се особе које је сабор осудио као јеретике не могу поново вратити у црквену заједницу. Атанасије је након тога отеран у прогонство у Трир. Ни Арије, пак, није дочекао повратак на свештенички положај, јер је одмах након напуштања царског двора умро од последица тровања. Међутим, Аријева смрт није окончала неслагања, јер она нису била везана за личност Арија, већ за питања која је покренуо.